# Крукед-Крик (тауншип, Миннесота)
Крукед-Крик (англ. Crooked Creek) — тауншип в округе Хьюстон, Миннесота, США. На 2000 год его население составило 323 человека.

## География
По данным Бюро переписи населения США площадь тауншипа составляет 87,6 км², из которых 83,0 км² занимает суша, а 4,6 км² — вода (5,21 %).

## Демография
По данным переписи населения 2000 года здесь находились 323 человека, 115 домохозяйств и 89 семей.  Плотность населения —  3,9 чел./км².  На территории тауншипа расположено 129 построек со средней плотностью 1,6 построек на один квадратный километр. Расовый состав населения: 97,83 % белых, 0,93 % афроамериканцев, 0,62 % — других рас США и 0,62 % приходится на две или более других рас. Испанцы или латиноамериканцы любой расы составляли 1,24 % от популяции тауншипа.
Из 115 домохозяйств в 37,4 % воспитывались дети до 18 лет, в 67,8 % проживали супружеские пары, в 6,1 % проживали незамужние женщины и в 22,6 % домохозяйств проживали несемейные люди. 20,0 % домохозяйств состояли из одного человека, при том 7,0 % из — одиноких пожилых людей старше 65 лет. Средний размер домохозяйства — 2,81, а семьи — 3,25 человека.
31,3 % населения — младше 18 лет, 6,2 % — в возрасте от 18 до 24 лет, 23,8 % — от 25 до 44, 26,3 % — от 45 до 64, и 12,4 % — старше 65 лет. Средний возраст — 40 лет. На каждые 100 женщин приходилось 118,2 мужчин.  На каждые 100 женщин старше 18 приходилось 124,2 мужчин.
Средний годовой доход домохозяйства составлял 38 929 долларов, а средний годовой доход семьи —  41 563 доллара. Средний доход мужчин —  30 250  долларов, в то время как у женщин — 17 083. Доход на душу населения составил 14 493 доллара. За чертой бедности находились 6,3 % семей и 5,9 % всего населения тауншипа, из которых 4,0 % младше 18 и 11,1 % старше 65 лет.